# Khan al-Frandž
Khan al-Frandž je osmanski karavanseraj (kraj, kjer se karavane trgovcev ustavijo in se lahko zatečejo) v Sidonu, Libanon. Je pravokotna stavba, ki meri 58 x 581 m.

## Zgodovina
Gradnja Khan al-Frandža se običajno, čeprav zmotno pripisuje druzijskemu emirju in guvernerju sidonskega ejaleta, Fahredina II. Dejanski ustanovitelj kompleksa je bil veliki vezir Sokollu Mehmed paša (um. 1579). Svoje sodobno ime, ki v prevodu pomeni »karavansarij Frankov«, je prejel od svojih francoskih trgovcev v 17. stoletju. Okoli leta 1616 je bil v njem francoski konzul, dokler se konzul v letu 1616 ni preselil na sosednjo posest, ki je bila prej v lasti družine Fahredina II., Dar al-Musilmani.
Stavba je sodelovala pri povečanju trgovinskih odnosov med Francijo in Libanonom v sodobnem času.
V 20. stoletju je libanonska državljanska vojna povzročila veliko škodo, karavanseraj je bil obnovljen šele pozneje..